# Communauté de communes du Val des Mauves
La communauté de communes du Val des Mauves est une ancienne communauté de communes du département du Loiret et de la région Centre-Val de Loire, en France. Le 1er janvier 2017 elle a fusionné avec les communautés de communes du  Canton de Beaugency, du Val d'Ardoux et de la Beauce oratorienne située dans le Loir-et-Cher pour former la communauté de communes des Terres du Val de Loire

## Composition
Elle était composée des quatorze communes suivantes :
| Nom                     | Code Insee | Gentilé     | Superficie (km2) | Population (dernière pop. légale) | Densité (hab./km2) |
| ----------------------- | ---------- | ----------- | ---------------- | --------------------------------- | ------------------ |
| Meung-sur-Loire (siège) | 45203      | Magdunois   | 20,35            | 6 229 (2014)                      | 306                |
| Baccon                  | 45019      | Bacconnais  | 33,02            | 708 (2014)                        | 21                 |
| Le Bardon               | 45020      | Bardonniers | 12,23            | 1 049 (2014)                      | 86                 |
| Chaingy                 | 45067      | Cambiens    | 21,69            | 3 599 (2014)                      | 166                |
| Coulmiers               | 45109      | Colmériens  | 14,28            | 560 (2014)                        | 39                 |
| Huisseau-sur-Mauves     | 45167      | Uxellois    | 37,16            | 1 667 (2014)                      | 45                 |
| Rozières-en-Beauce      | 45264      | Roziérois   | 9,17             | 205 (2014)                        | 22                 |
| Saint-Ay                | 45269      | Agyliens    | 10,07            | 3 271 (2014)                      | 325                |

## Histoire
Dans un communiqué de presse daté du 17 mars 2016 et intitulé « Le nouveau schéma départemental de coopération intercommunale du Loiret », la préfecture du Loiret annonce la fusion au 1er janvier 2017 de la communauté de communes du Val des Mauves avec trois autres communautés de communes (Canton de Beaugency, Val d'Ardoux et Beauce oratorienne à l'exception de la commune de Jouy-le-Potier (Val d'Ardoux) reversée dans la communauté de communes des Portes de Sologne.

### Sources
- Le SPLAF (Site sur la population et les limites administratives de la France)
- La base ASPIC
- La BANATIC